# Pallissa Senllí
La Pallissa Senllí és una pallissa del terme municipal de Conca de Dalt, dins de l'antic terme d'Hortoneda de la Conca, pertanyent a l'antiga caseria dels Masos de la Coma, al límit nord-est del municipi.
És una de les construccions de les bordes dels Masos de la Coma, a la Coma d'Orient. És, amb la Borda de Senllí, la Borda de Maladent i la seva pallissa, una de les ocupen el centre de la Coma d'Orient. Té, igual que l'altra pallissa, la borda corresponent.